# Giacomo Antonelli
Giacomo Antonelli (ur. 2 kwietnia 1806 w Sonnino, zm. 6 listopada 1876 w Rzymie) – włoski kardynał.

## Zarys biografii
Kształcił się w Collegio Romano (1820-1824) i Seminario Romano, a następnie studiował na uniwersytecie La Sapienza, gdzie uzyskał doktorat z prawa. Następnie wszedł do służby dyplomatycznej papiestwa i w 1830 otrzymał tytuł prałata świeckiego. W 1840 przyjął święcenia diakonatu, lecz nigdy nie został wyświęcony na księdza. Pełnił różnorakie funkcje, m.in. papieskiego delegata w Orvieto (1835), Viterbo (1836) i Maceracie (1839), kanonika bazyliki watykańskiej (1841), substytuta Sekretarza Stanu (1841), głównego skarbnika (ministra finansów, 1845-1847). Na tym ostatnim stanowisku został przez Piusa IX kreowany kardynałem diakonem (jako jeden z ostatnich kardynałów nie posiadających w chwili nominacji pełnych święceń kapłańskich). W 1848, po zabójstwie ministra Pellegrino Rossiego, doradzał papieżowi ucieczkę do Gaety. W latach 1848–1876 Sekretarz Stanu. Znany jako przeciwnik włoskiego państwa narodowego. Za jego radą papież Pius IX odrzucał projekty porozumienia z rządem włoskim, odpowiadając non possumus.